# Stonehenge
Stonehenge (pietra sospesa, da stone, pietra, e henge, che deriva da hang, sospendere: in riferimento alle architravi) è un sito neolitico che si trova vicino ad Amesbury nello Wiltshire, Inghilterra, circa 13 chilometri a nord-ovest di Salisbury. È il più celebre e imponente cromlech («circolo di pietra» in bretone): composto da un insieme circolare di colossali pietre erette, conosciute come megaliti, sormontate da consistenti architravi orizzontali di collegamento di cui alcune sono in quota ed è uno dei più antichi sistemi trilitici conosciuti. 
Le pietre di Stonehenge devono il loro attuale allineamento ai lavori di ricostruzione nella prima metà del Novecento:
(Young, 2001)
Tra le varie ipotesi avanzate sui motivi dell'edificazione e sulla sua funzione, si distingue quella che possa rappresentare un "antico osservatorio astronomico", con un significato particolare ai punti di solstizio ed equinozio, anche se l'importanza del suo uso per tale scopo è dibattuta.
Il sito fu aggiunto alla lista dei patrimoni dell'umanità dell'UNESCO nel 1986.

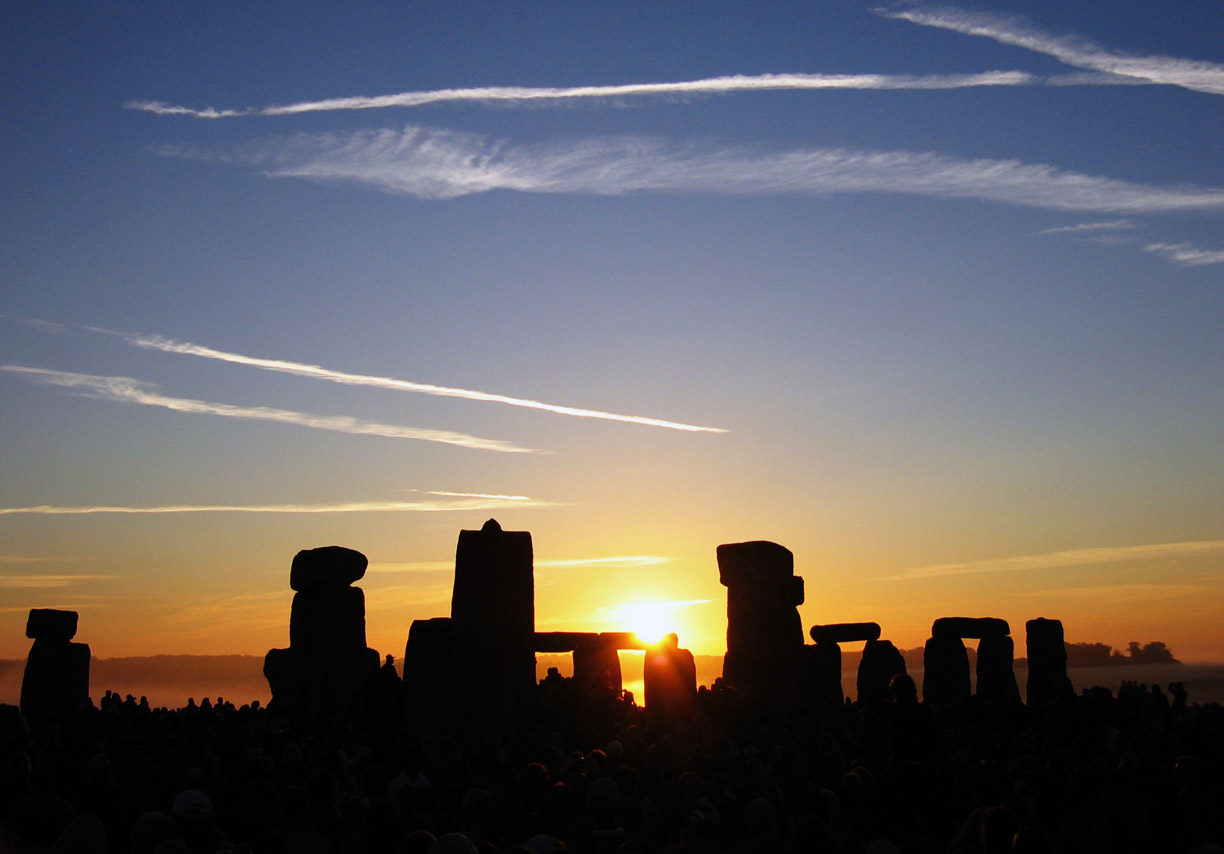
Stonehenge all'alba del solstizio d'estate (21 giugno 2005), con una folla di 19.000 persone che hanno aspettato l'alba tutta la notte

Oltre che meta del turismo di massa, Stonehenge è luogo di pellegrinaggio per molti seguaci del celtismo, della wicca e di altre religioni come il neopagane, e fu teatro di un festival musicale libero tra il 1972 e il 1984; nel 1985 tale festival fu bandito dal governo britannico a causa del violento confronto tra la polizia e alcuni partecipanti che divenne noto come la battaglia di Beanfield.

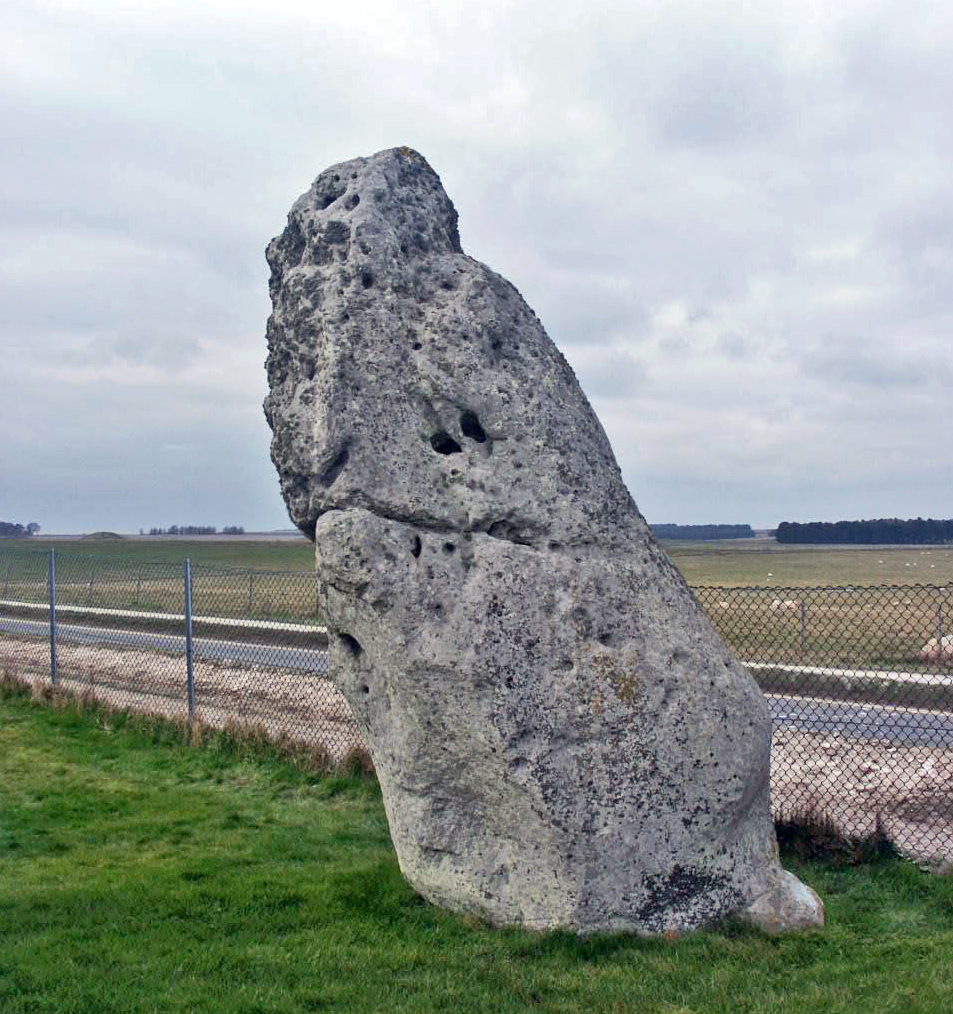

## Descrizione

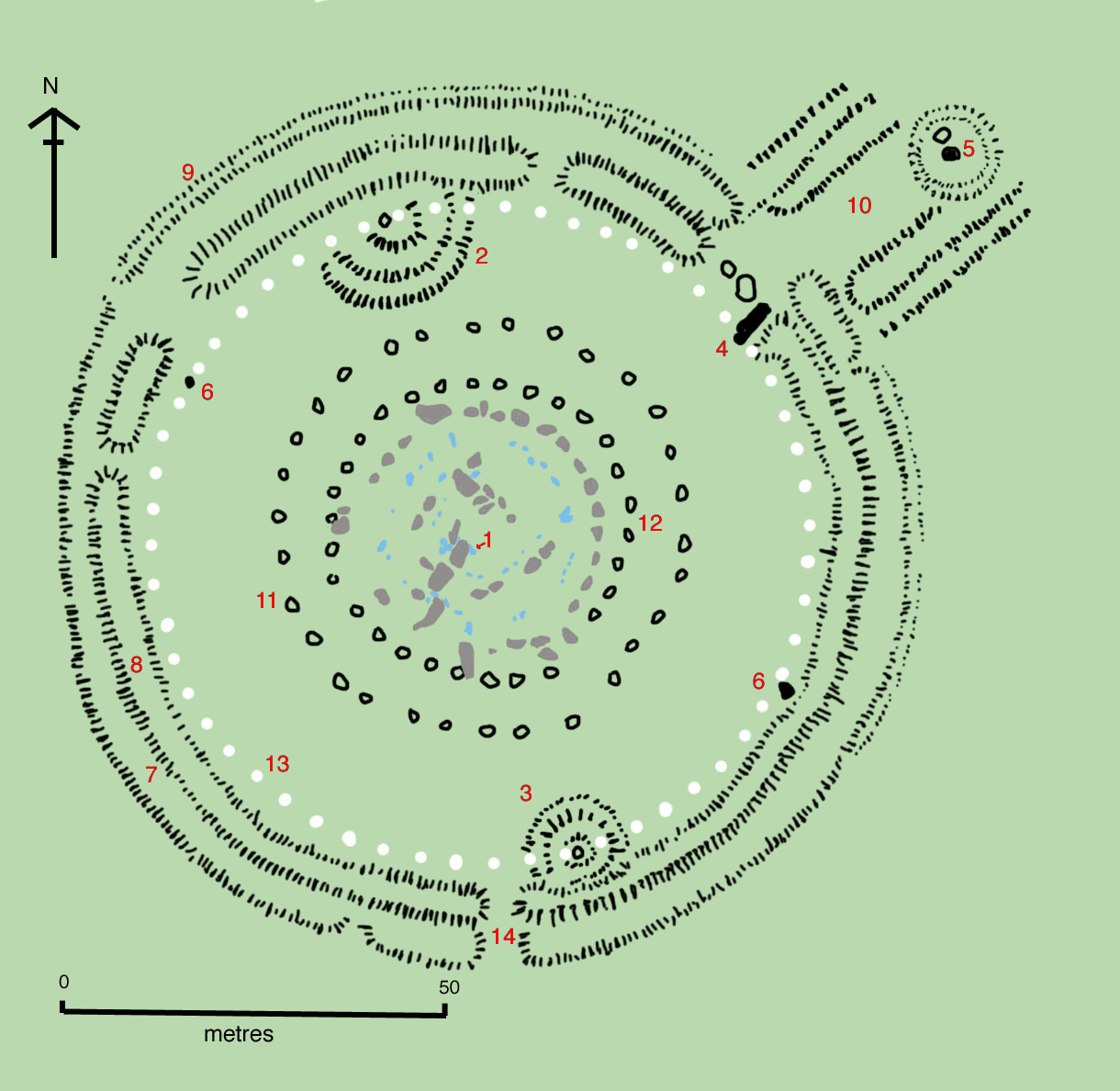
Mappa del sito
Legenda:
1. La pietra dell'altare
2. Tumulo senza sepoltura
3. Tumulo senza sepoltura
4. La pietra del Sacrificio, lunga 4,9 m
5. La pietra del tallone (vedi sotto)
6. Due delle quattro originarie Pietre della Stazione
7. Sponda interna
8. Fossato
9. Sponda esterna
10. Il viale, una coppia di fossati e sponde paralleli che portano al fiume Avon a 3 km
11. Anello di 50 fosse chiamato i buchi Y
12. Anello di 30 fosse chiamato i buchi Z
13. Cerchio di 56 fosse, conosciuto come i buchi di Aubrey
14. Piccola entrata meridionale

- La pietra dell'altare: un blocco di cinque metri di arenaria grigia. Le pietre principali sono composte da una forma estremamente dura di arenaria silicea, che si trova naturalmente circa trenta chilometri più a nord, sulle Marlborough Downs. La struttura interna, conosciuta come "Bluestone Horseshoe" è costituita di pietre molto più piccole, che pesano in media quattro tonnellate. Queste pietre sono state estratte dalle Montagne Preseli, nel Galles sud-occidentale. Sono principalmente di dolerite ma comprendono esempi di riolite, arenaria e ceneri calcaree vulcaniche.

- La pietra del tallone un tempo conosciuta come Tallone del Frate (in inglese "Friar's Heel"). Un racconto popolare, che non può essere datato a prima del XVII secolo, spiega così le origini del nome di questa pietra[7]:

Il diavolo comprò le pietre da una donna in Irlanda, le avvolse e le portò sulla piana di Salisbury. Una delle pietre cadde nel fiume Avon, le altre vennero portate sulla piana. Il diavolo allora gridò, "Nessuno scoprirà mai come queste pietre sono arrivate fin qui". Un frate rispose, "Questo è ciò che credi!", allora il diavolo lanciò una delle pietre contro il frate e lo colpì su un tallone. La pietra si incastrò nel terreno, e rimase così fino ai nostri giorni.

## Primo riferimento greco
Diodoro Siculo (I secolo a.C.) potrebbe fare riferimento a Stonehenge in un passo della sua Bibliotheca historica. Citando Ecateo di Abdera, uno storico del IV secolo e "certi altri", Diodoro dice che "in una terra oltre i Celti" (cioè la Gallia) c'è "un'isola non più piccola della Sicilia" nel mare del nord chiamata Hyperborea, chiamata così perché è al di là del luogo di origine del vento del nord o Borea. Gli abitanti di questo luogo principalmente adorano Apollo, e c'è "sia una magnifica zona sacra di Apollo sia un tempio notevole che è adornato con molte offerte votive ed è di forma sferica". Alcuni scrittori in passato hanno suggerito che l'"Hyperborea" di Diodoro potesse indicare la Gran Bretagna e che il tempio di forma sferica fosse un riferimento iniziale a Stonehenge.
Tuttavia l'archeologo Aubrey Burl ha rilevato che altre parti della descrizione di Diodoro la rendono scarsamente adeguata a Stonehenge e al suo circondario. Diodoro dice anche che in quella zona Apollo (intendendo il sole o la luna) "sfiorava la terra a un'altezza molto bassa". Tuttavia sia il sole sia la luna si muovono sempre molto al di sopra dell'orizzonte alla latitudine di Stonehenge ed è solo 500 miglia più a nord che essi appaiono vicino all'orizzonte.

## Indagini scientifiche
Il primo studio per osservare e capire il monumento venne condotto intorno al 1640 da John Aubrey. Egli proclamò Stonehenge opera dei Druidi: questa idea fu grandemente diffusa da William Stukeley. Aubrey realizzò inoltre i primi disegni con le misure del luogo, che consentirono una migliore analisi della sua forma e del suo significato. Grazie a questo lavoro, fu in grado di attribuire una funzione astronomica o di calendario alla disposizione delle pietre.
L'architetto John Wood intraprese la prima vera accurata indagine di Stonehenge nel 1740. Tuttavia l'interpretazione di Wood del monumento, considerato come un luogo di riti pagani, fu assai criticata da Stukeley, che considerava i Druidi non come pagani ma come patriarchi biblici. Le convinzioni di Stukeley subivano gli influssi di uno dei suoi maestri più illustri: Isaac Newton, che si occupò marginalmente della disposizione delle pietre di Stonehenge che secondo lui avrebbe richiamato volutamente e per metafora la configurazione non geocentrica del sistema solare e la sua soggezione alle leggi di gravitazione (concezione simile a quella di Filolao che prevedeva un fuoco sacro centrale) e si sarebbe inoltre ispirata al modello perfetto, e più antico, del tempio di Gerusalemme. Secondo Newton i costruttori di Stonehenge, eredi diretti dei patriarchi biblici, sarebbero stati depositari di una conoscenza scientifica che egli stesso riteneva di aver solo riscoperto. Prima della fine dell'Ottocento John Lubbock riuscì a far risalire il luogo all'età del bronzo, basandosi sul ritrovamento di oggetti di bronzo sulle colline vicine.

### Datazioni radiocarboniche e spettrofotometriche
La datazione radiocarbonica indica che il sito fu interessato da più fasi costruttive tra il 3100 a.C. e il 1600 a.C.  L'edificazione del terrapieno circolare e del fossato sono state datate al 3100 a.C.. La grande maggioranza delle pietre attualmente visibili appartiene alla fase Stonehenge 3 (dal 2600 a.C. al 1600 a.C.), caratterizzata da circa V periodi; durante i periodi I e II (dal 2600 a.C. al 2400 a.C.) furono collocati quasi tutti i megaliti di maggiori dimensioni.
La spettrofotometria XRF effettuata nel 2020 su un campione prelevato durante i lavori di restauro del 1958 da uno dei triliti, ha fornito una datazione del 2500 a.C.
Entrambi i tipi di datazioni consentono l'eliminazione di alcune teorie. La teoria secondo la quale i Druidi fossero gli artefici dell'opera è la più popolare; tuttavia la società dei Celti, che istituì il sacerdozio dei Druidi, si diffuse solo dopo il 300 a.C. Inoltre è improbabile che i Druidi avessero utilizzato il sito per i sacrifici, dal momento che eseguivano parte dei loro rituali nei boschi o in montagna, zone più adatte di un campo aperto per i "rituali della terra". Il fatto che i Romani giunsero per la prima volta sull'isola britannica comandati da Giulio Cesare nel 55 a.C., nega le teorie di Inigo Jones e altri, secondo cui Stonehenge sarebbe stato un tempio romano.

## Dispute
Dall'inizio dell'Ottocento molte delle pietre cadute furono messe nella loro posizione attuale dagli ingegneri vittoriani. Secondo studi recenti i lavori di ristrutturazione si protrassero fino agli anni settanta del Novecento, introducendo modifiche sostanziali nella disposizione originaria: Certo, ammettono gli archeologi dell'English Heritage, senza tutti questi lavori Stonehenge avrebbe un aspetto molto diverso. Pochissime pietre sono ancora esattamente nel posto dove furono erette millenni fa.
A tre chilometri di distanza da Stonehenge è stato ritrovato da ricercatori della National Geographic Society un villaggio risalente al 2600 a.C. composto da circa venticinque piccole case. Si ritiene che fossero utilizzate per ospitare i costruttori del complesso, o i visitatori di qualche cerimonia.

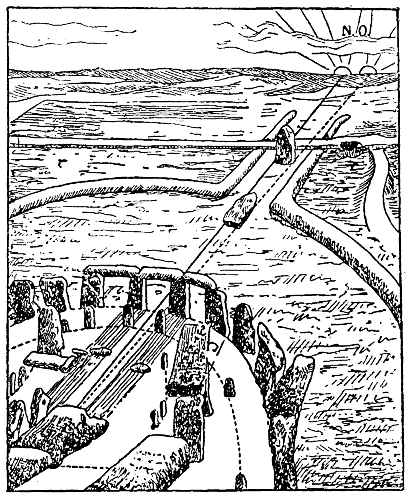
L'asse di Stonehenge è diretto verso la posizione del sole all'alba nel solstizio d'estate. Per tale motivo si pensa che si tratti di un osservatorio astronomico

Si crede che Stonehenge sia una sorta di osservatorio astronomico preistorico in quanto l'asse di Stonehenge è orientato in direzione dell'alba nei solstizi estivi, ma non invernali.

## Teoria sulla costruzione

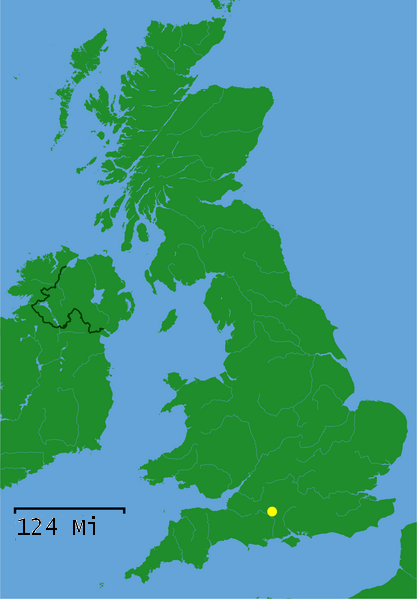
Posizione geografica del sito archeologico di Stonehenge

Le pietre più grandi, in gneiss (dal peso di 25/50 tonnellate), furono tagliate da una collina distante 30 km dal sito archeologico, per essere probabilmente trasportate attraverso delle slitte che scivolavano su rulli in legno, tirate con corde di cuoio da decine di uomini.
Le pietre di dimensioni inferiori furono in parte estratte e tagliate in un sito distante 3 km e in parte in altre località, tra cui un sito in Galles distante oltre 200 km.
Uno studio pubblicato a giugno 2018 ha smentito il lavoro del geologo Herbert Henry Thomas che nel 1923, grazie anche alla propria influenza, riuscì a fare accettare i siti precisi in cui le pietre furono reperite e come vennero trasportare in loco. La nuova ricerca suggerisce che esse furono trasportate non tramite il canale di Bristol come supposto ma utilizzando strade interne, e che la pietra dell'altare possa provenire da Senni Beds, una formazione di arenaria che si estende attraverso fino all'Herefordshire nel Galles orientale. Secondo uno studio pubblicato nel 2024 da Anthony Clarke, la composizione della pietra dell'altare corrisponde al substrato roccioso (bedrock) del nord-est della Scozia, suggerendo che la pietra, con un peso di circa 6 tonnellate, sia stata trasportata per una distanza di circa 700 km.
Le ricerche di Thomas avrebbero influenzato per decenni gli studi effettuati sulla provenienza delle pietre del sito di Stonehenge. 
Le pietre che costituivano gli elementi verticali erano prima trascinate in corrispondenza di un foro sul terreno, vi venivano fatte scivolare all'interno con un sistema di leve appoggiate a un "castello" di tronchi. La pietra era poi sistemata in verticale tirandola con funi, e il foro riempito con sassi.
Una volta alzate le pietre verticali, si aggiungeva l'architrave alzandolo poco alla volta attraverso la costruzione di un fasciame di legname e l'uso di leve.

## Leggende
Stonehenge è associato alla leggenda di re Artù: essa racconta che il mago Merlino volle la sua rimozione dall'Irlanda dove era stato costruito sul monte Killaraus, da Giganti che portarono le pietre dall'Africa. Dopo essere stato ricostruito vicino ad Amesbury, narra che, prima Uther Pendragon e poi Costantino III di Britannia vennero seppelliti all'interno del cerchio di pietre.

## Progetti che riguardano il sito
In anni più recenti, il sito di Stonehenge, sulla piana di Salisbury è stato influenzato dalla prossimità della strada A303, tra Amesbury e Stoke, e dalla A344. Nel passato un gran numero di progetti, compresi dei tunnel interrati, sono stati proposti per il sito, e l'English Heritage e il National Trust hanno fatto lunghe campagne per allontanare il percorso delle strade. Viceversa, la Highways Agency spinge per un allargamento della A303, causa i frequenti congestionamenti, la quale comunque presentò il 5 giugno 2003 un piano di massima per il cambiamento di 13 chilometri di strada a Stonehenge, compreso un tunnel di due chilometri che porterebbe la A303 sotto l'attuale tracciato.
Il 6 dicembre 2007 il ministro dei trasporti Tom Harris cancellò l'intero progetto causa il continuo incremento dei costi preventivati, nonché causa proteste di diversi studiosi ed enti di ricerca sulla pericolosità di scavare un così lungo tunnel in una zona ad alto interesse archeologico.
Mentre il tratto della A344 presso Stonehenge è stato definitivamente chiuso nel 2013, il progetto del tunnel di due chilometri sulla A303 è stato riproposto nel 2017 dal ministro dei trasporti Chris Grayling ed è oggetto di animate discussioni nella compagine politica britannica.

## Repliche
Esiste una replica a grandezza naturale di Stonehenge come sarebbe stato in origine, a Maryhill nello Stato di Washington, costruita da Sam Hill come memoriale di guerra. È persino allineata con l'alba di mezza estate, ma con la vera posizione del Sole sull'orizzonte virtuale, invece che con la posizione apparente del sole sull'orizzonte reale.
Una Car-Henge è stata costruita esclusivamente con automobili vicino ad Alliance (Nebraska) dall'artista Jim Reinders nel 1987.

## Libri e opere

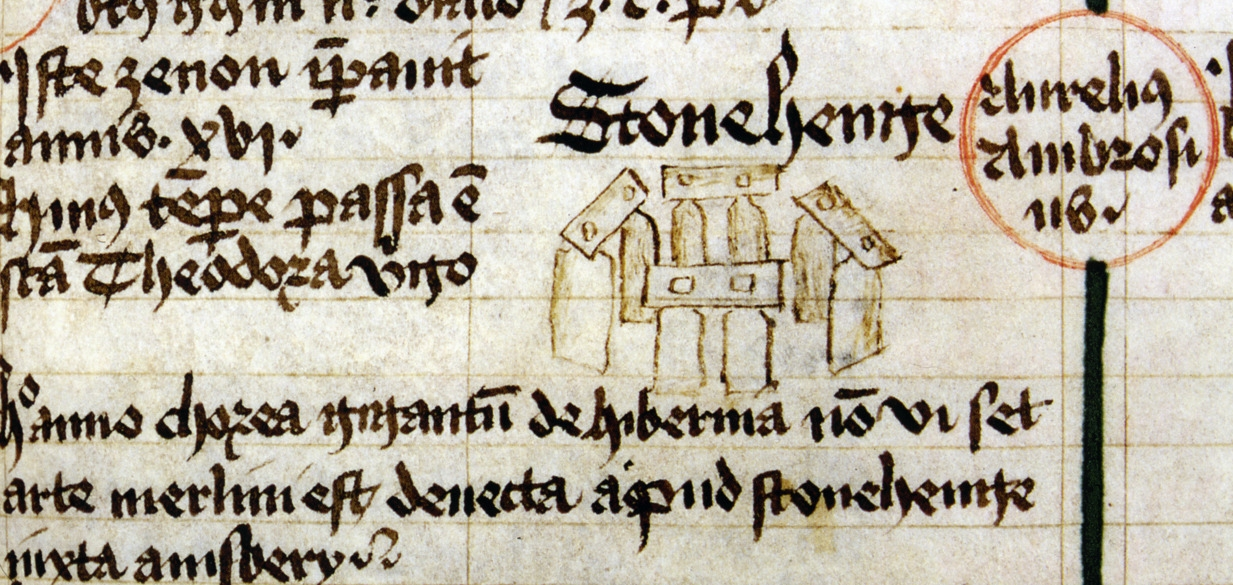
Stonehenge in uno scritto del 1441

Sono numerosi gli studiosi, da archeologi a scrittori di pseudoscienza, che si sono a lungo dedicati a questo antico tempio. Si possono citare, a titolo di esempio, Stonehenge di R.J.C. Atkinson, che asserisce Non sappiamo che cosa sia e probabilmente non lo sapremo mai; The Stonehenge People e Prehistoric Avebury di Aubrey Burl; Stonehenge. Un paesaggio di pietre e di misteri di David Souden.
Un posto di rilievo fra gli scritti sulla presunta funzione di Stonehenge è del noto astronomo sir Fred Hoyle, che in un articolo su Nature del 30 luglio 1966 ne ipotizzò una funzione astronomica (Hoyle era convinto - in base a calcoli statistici - dell'origine extraterrestre della vita sul nostro pianeta). In tale articolo Hoyle proponeva un metodo secondo il quale tramite le buche di Aubrey sarebbe stato possibile prevedere tutte le eclissi solari entro certi limiti di accuratezza.
Su Stonehenge e i suoi miti sono anche basate innumerevoli opere di fantasia. Sul mistero della sua costruzione è stato scritto un romanzo (Stonehenge) di Bernard Cornwell, mentre nel romanzo Sarum di Edward Rutherfurd la costruzione del complesso megalitico ispira alcuni capitoli. Moltissimi sono i personaggi del fumetto che vi hanno fatto una capatina: da Paperino (Paperino - Il papero del passato e del futuro di Don Rosa) a Corto Maltese, passando per Martin Mystère e Dylan Dog ("Incubo di una notte di mezza estate") e Topolino, con molte avventure ambientate in quei dintorni, o Lara Croft nella versione a fumetti.
Riferimenti a Stonehenge sono presenti nelle serie televisive Doctor Who e Merlin. Stonehenge è lo scenario del drammatico finale di Tess dei d'Urberville, romanzo di Thomas Hardy.

## Altri cerchi neolitici
Esistono vari cerchi neolitici analoghi a Stonehenge o datati approssimativamente alla stessa epoca. Tra di essi vi è il cosiddetto Cerchio di Brodgar nella Scozia settentrionale. Un sito circolare simile, ma risalente a circa il 4900 a.C., si trova a Goseck nella Sassonia-Anhalt in Germania. Un altro complesso, detto "Circolo calendariale", si trova presso il Museo nubiano di Assuan, originariamente costruito a Nabta Playa, e risulta essere più antico di Stonehenge di almeno mille anni.
In Italia sono presenti diversi circoli megalitici in Sardegna, come quello di Li Muri ad Arzachena e quello di Pranu Muttedu a Goni.

## Galleria d'immagini

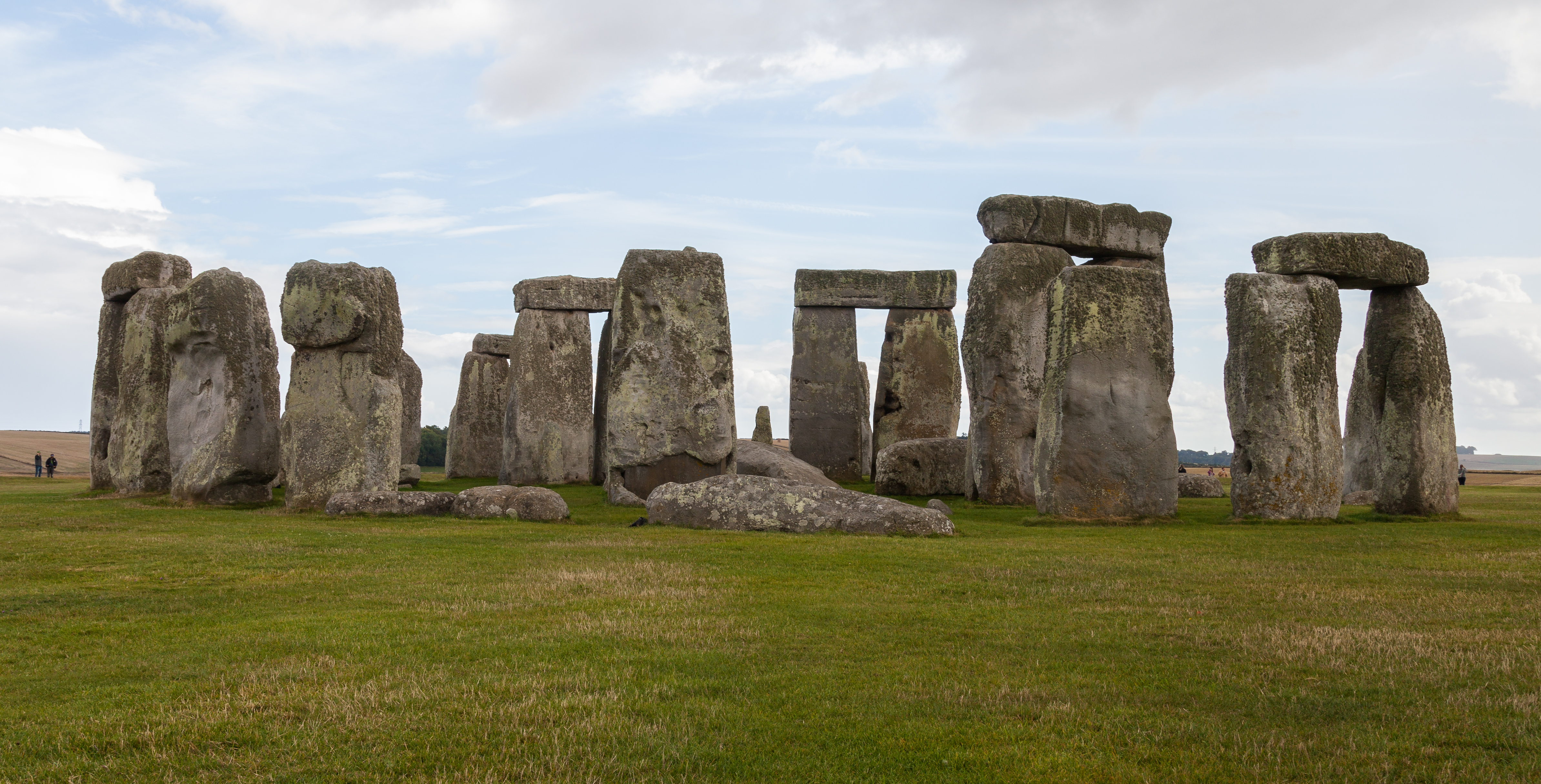
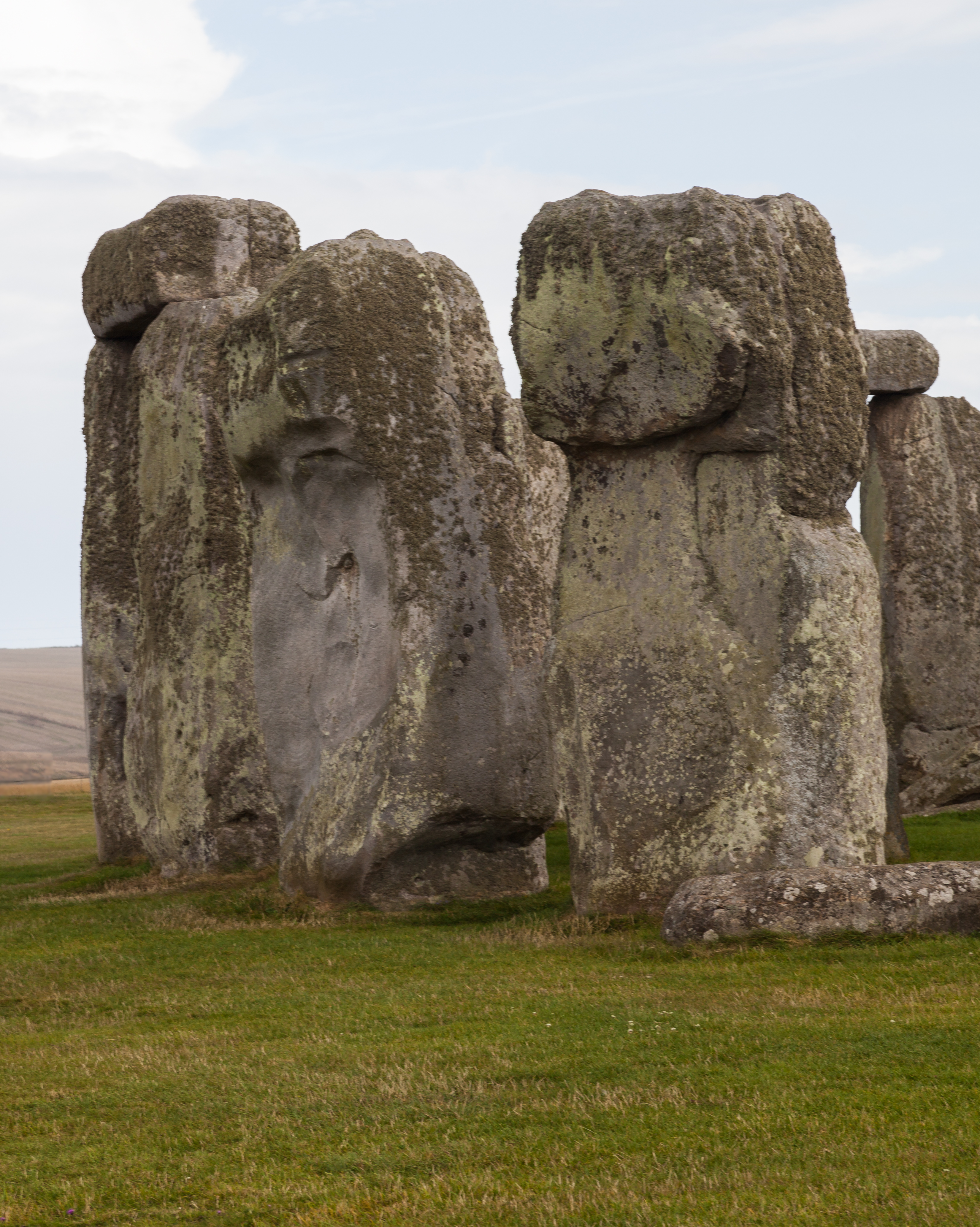
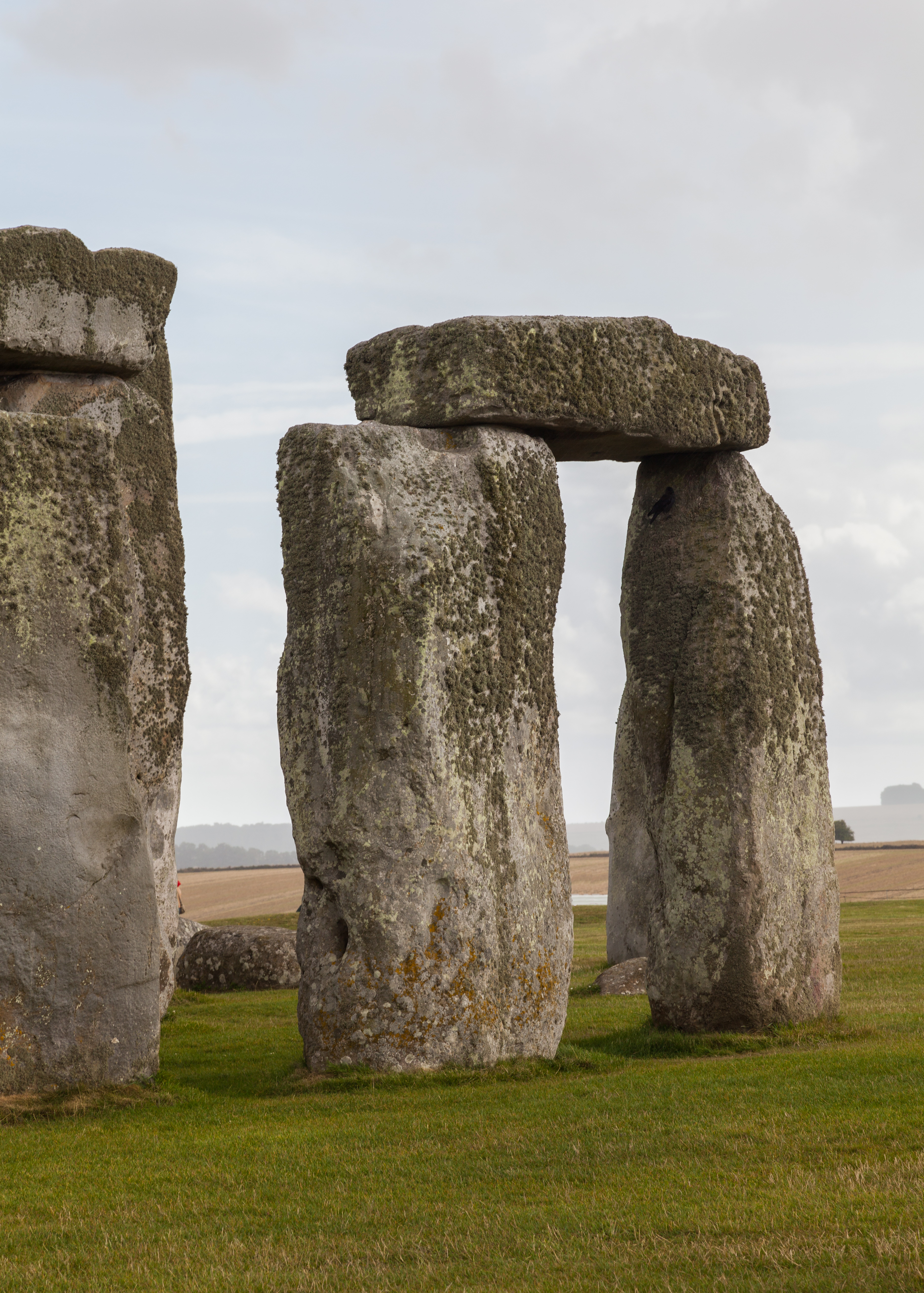
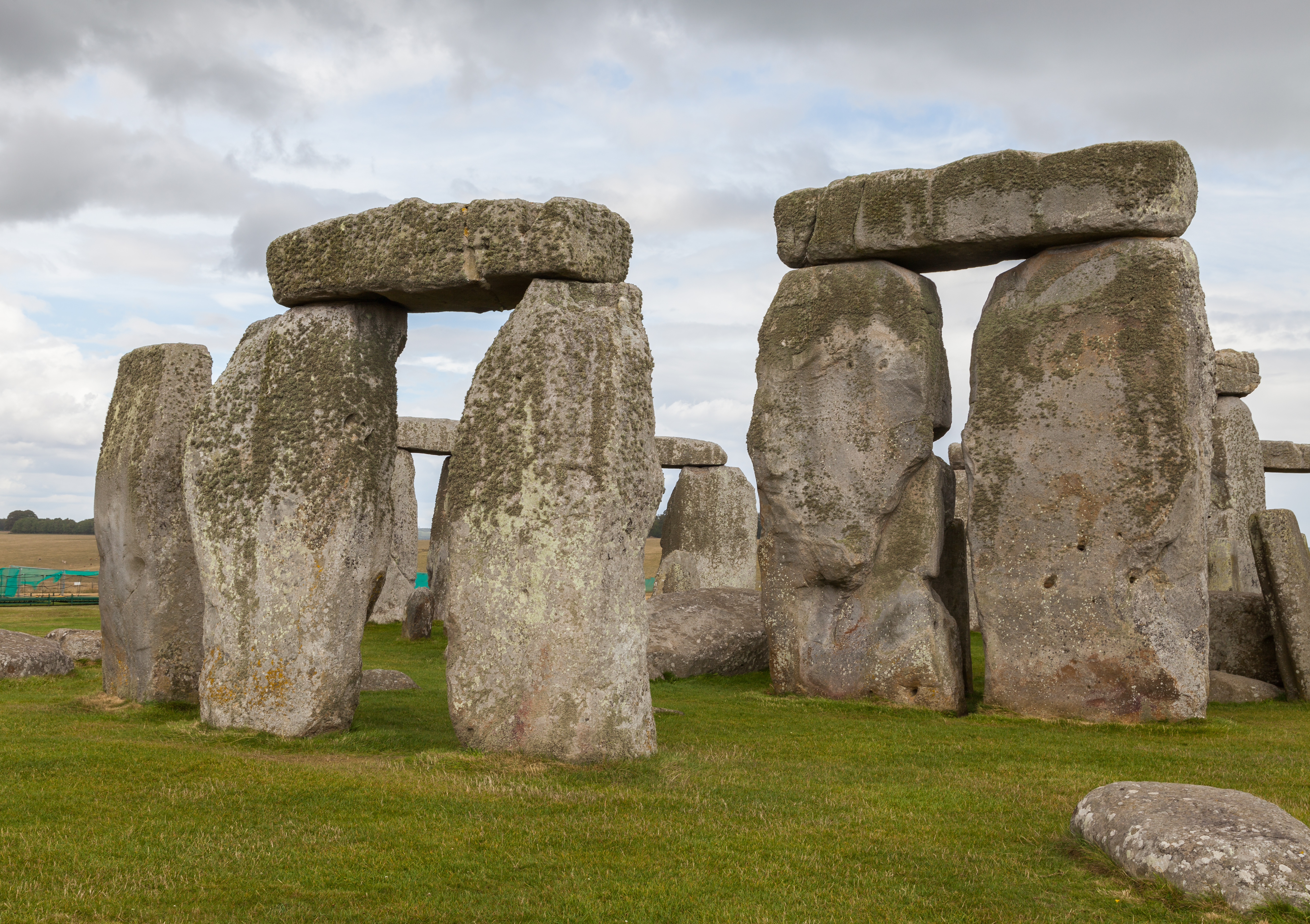
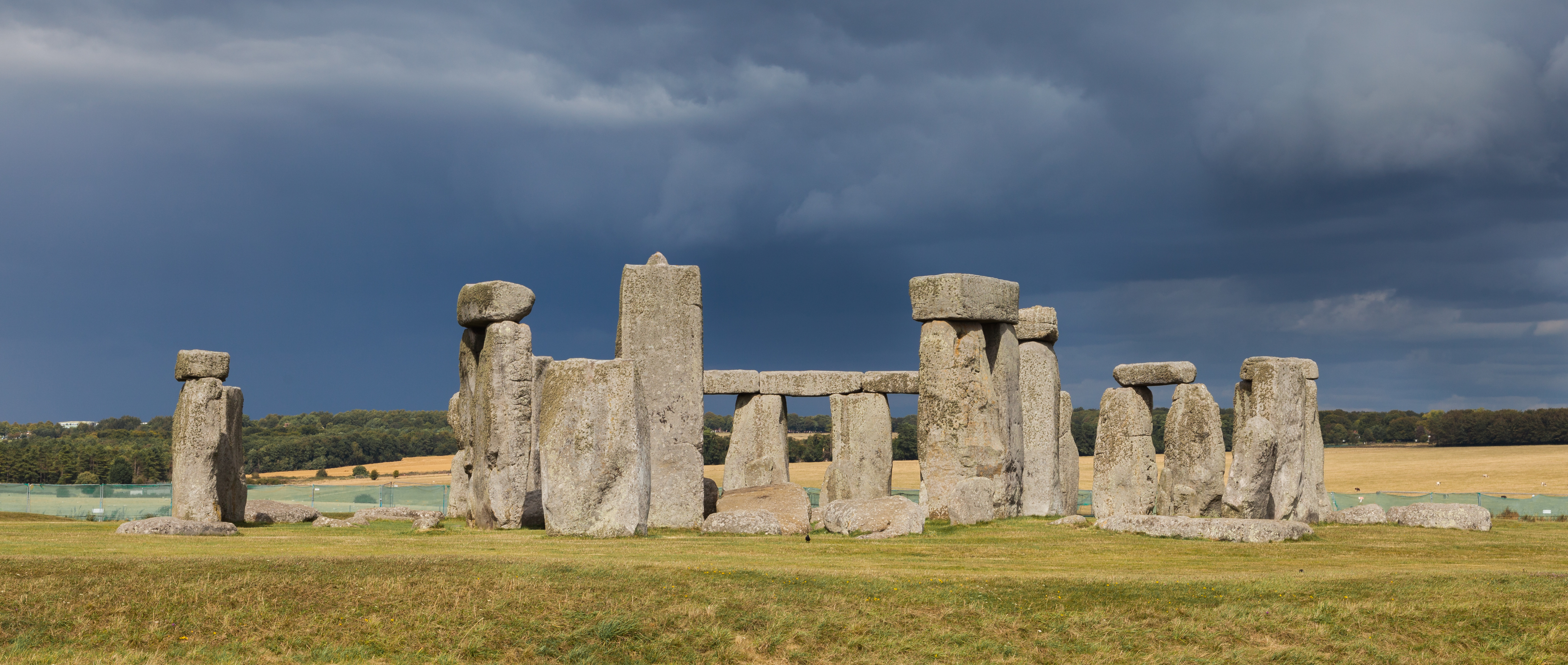
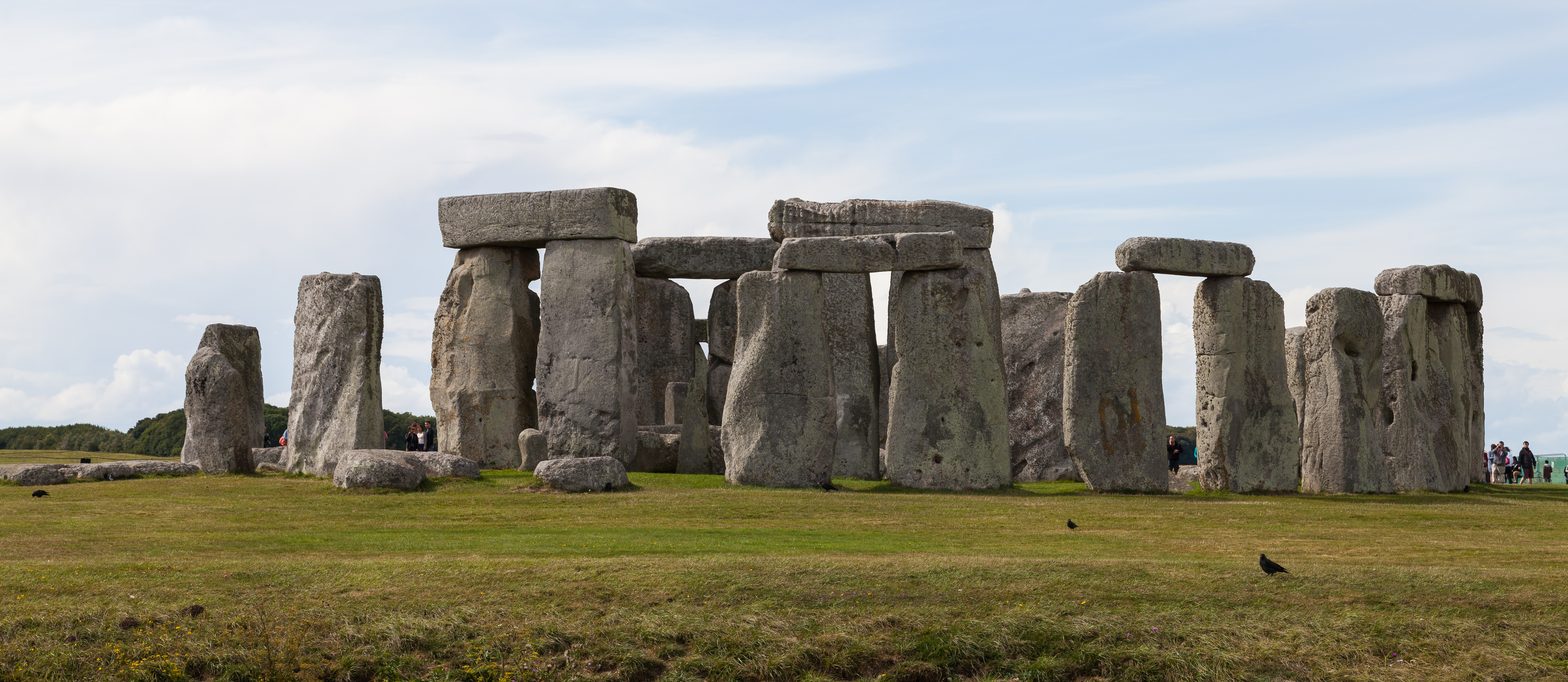
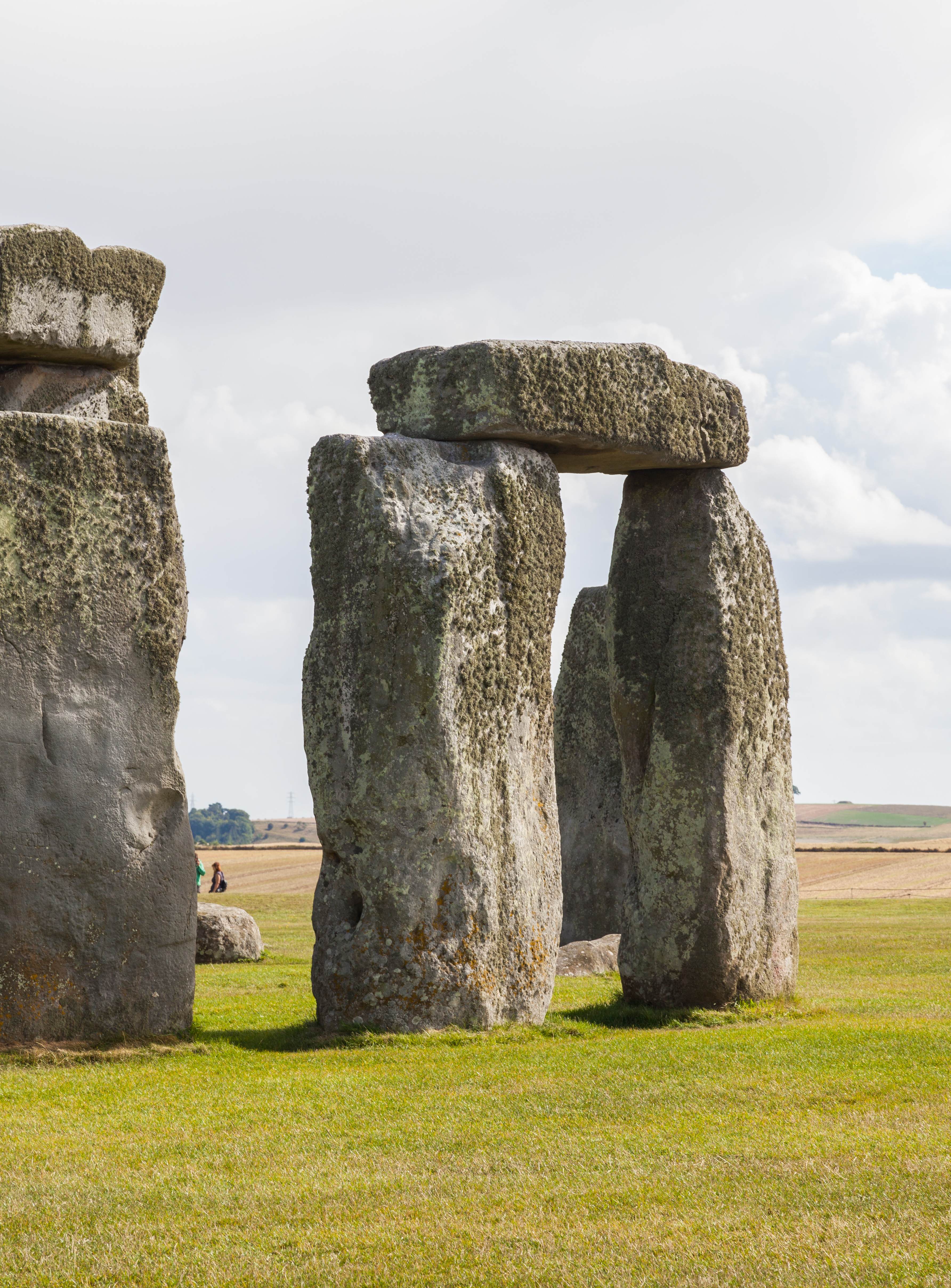
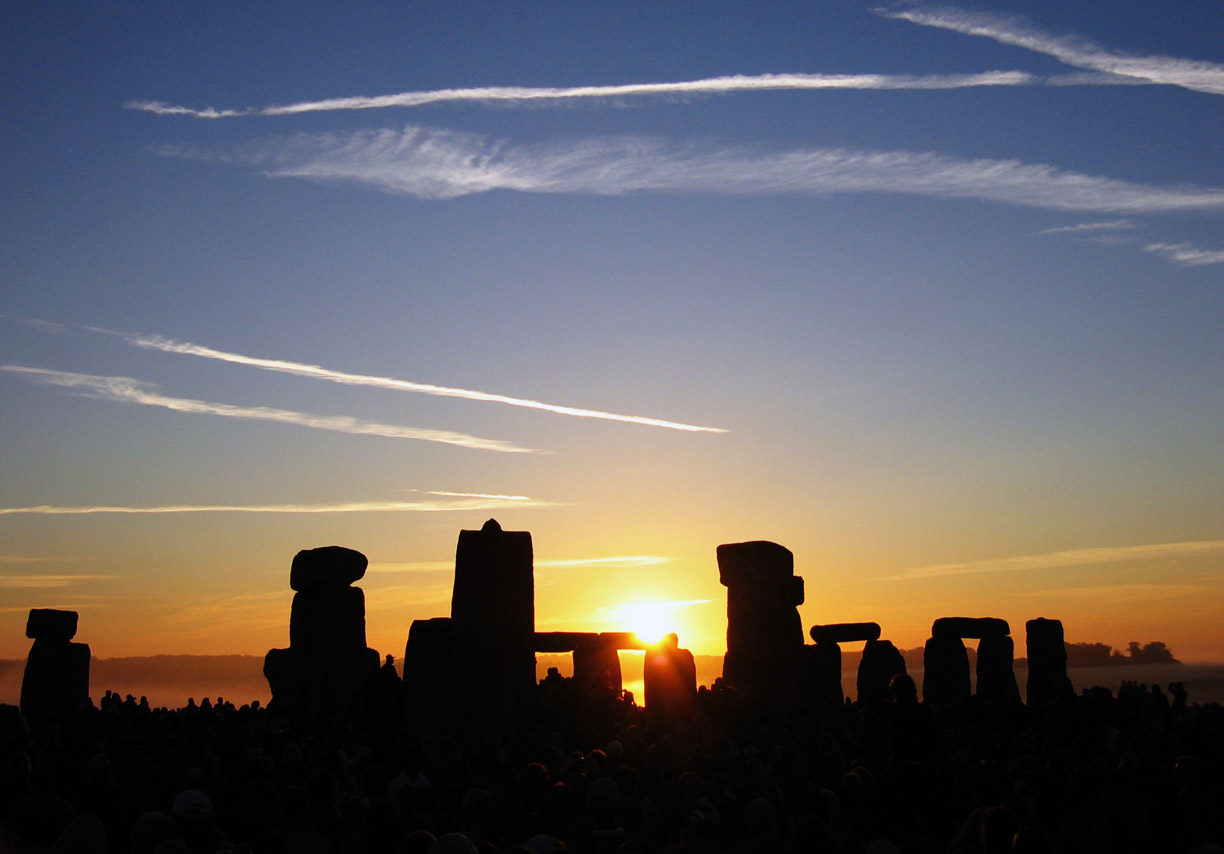
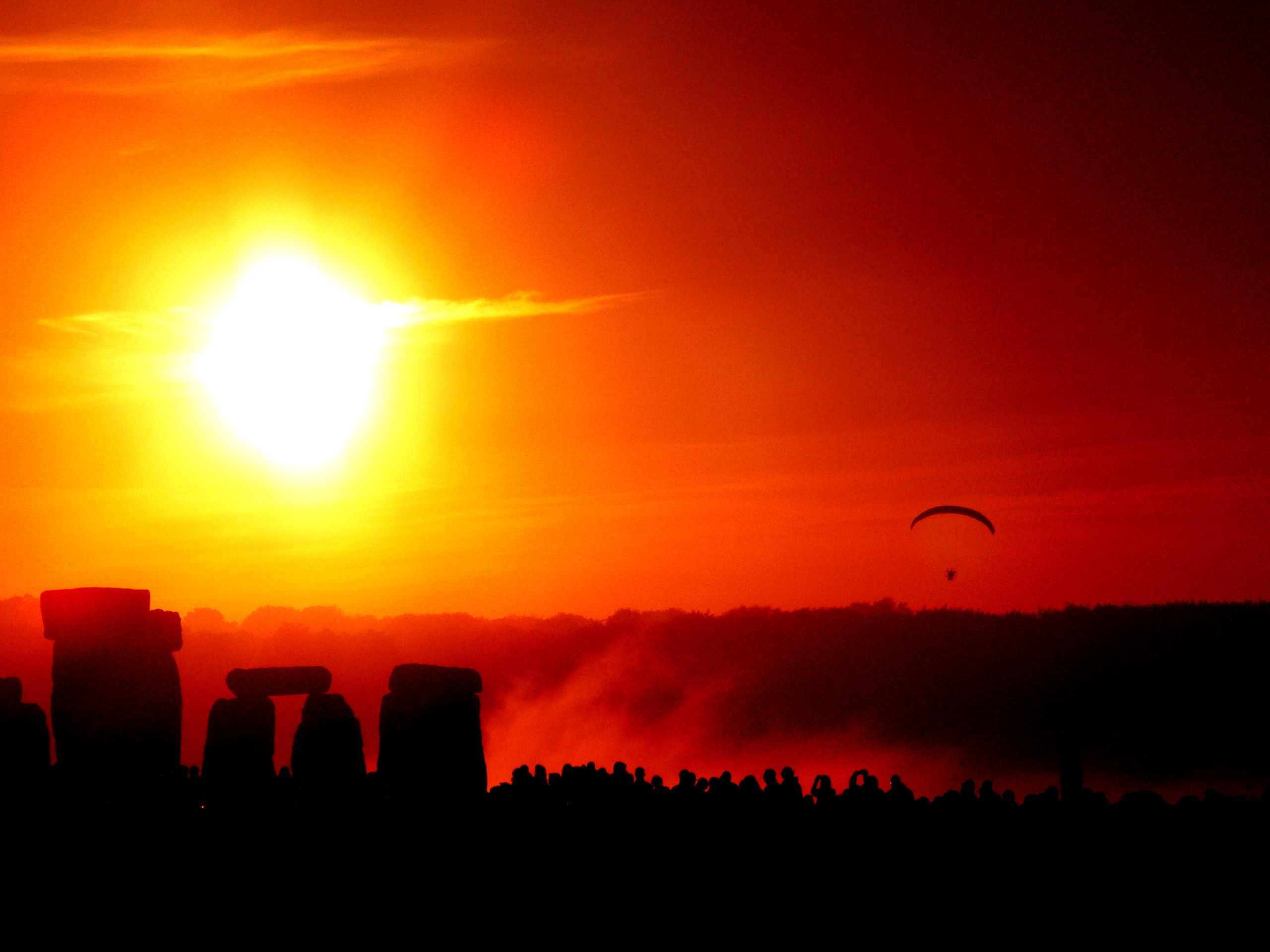